# Wasserhochbehälter für den Großen Garten in Hannover-Herrenhausen

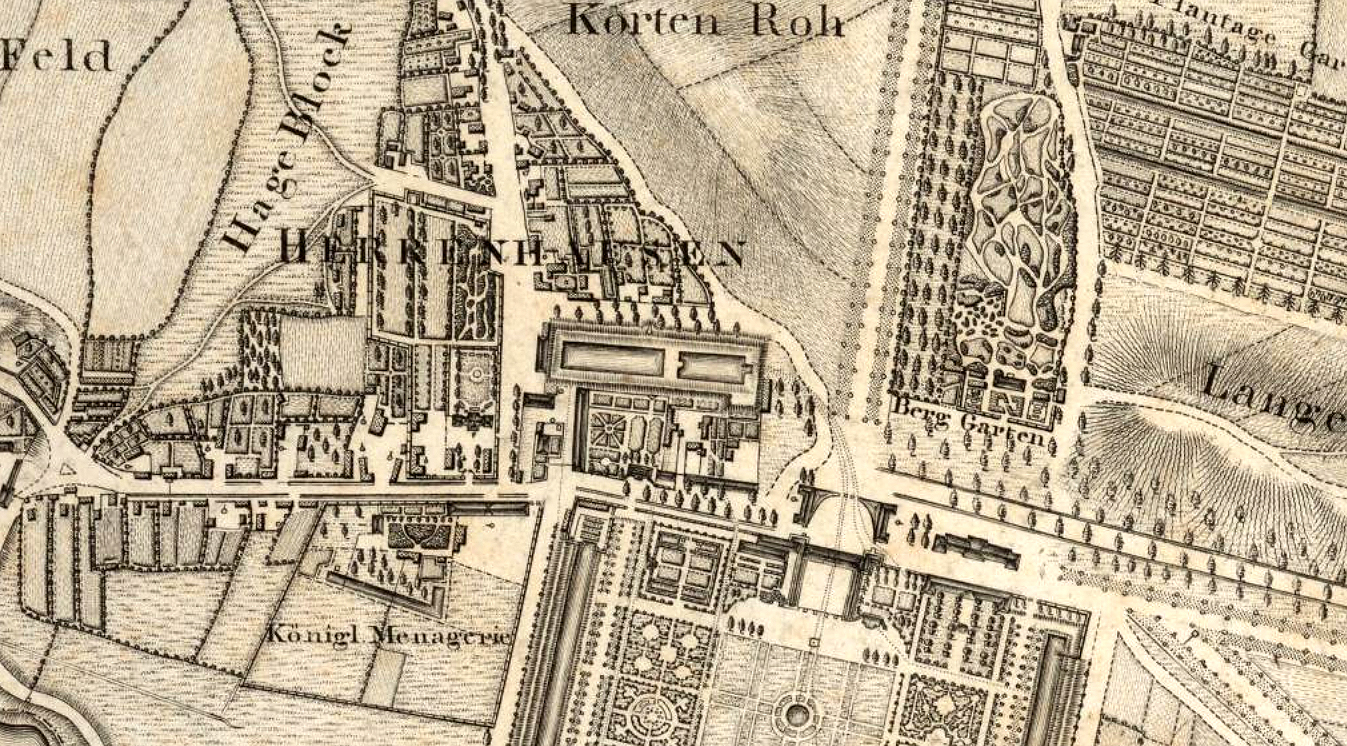
Die beiden langgestreckten und erst in den 1960er Jahren abbrochenen Hochbehälter (Bildmitte) westlich vom Berggarten und nördlich des Pagenhauses am Großen Garten Hannover-Herrenhausen;
Stadtplan Hannover (Ausschnitt) von Pentz und Benefeld, 1807

Die Wasserhochbehälter für den Großen Garten in Hannover dienten jahrhundertelang dem Betrieb der Wasserspiele im Großen Garten von Herrenhausen. Die beiden Hochbehälter lagen auf dem Sandberg nördlich des Pagenhauses am Standort der späteren Werkkunstschule beziehungsweise des späteren Fachbereichs Architektur der Leibniz Universität an der Ecke Berggartenstraße.

## Geschichte
Nachdem die Welfen als Standort ihrer Sommerresidenz das Vorwerk in Herrenhausen bestimmt hatten und ab 1674 ausbauen ließen, gestaltete sich die Druckerzeugung für die gewünschten Wasserspiele in dem in einer Ebene liegenden Garten als größtes technisches Problem der Herrenhäuser Gärten. Seit 1674 wurden zur Abhilfe verschiedene Versuche unternommen.
Schließlich ließ der Fontänenmeister Marinus Cadart in den Jahren 1676 bis 1677 westlich vom Berggarten, „auf der südlichsten Düne der letzten Eiszeit“, die sich als langgestreckter Höhenrücken vom Klagesmarkt über den Judenkirchhof und den Schneiderberg über den Berggarten bis nach Leinhausen und weiter bis zum Stadtfriedhof Stöcken hinzog, durch Soldaten zwei Hochbehälter errichten. Zunächst entstand ein mit Lehm und Grassoden abgedichtetes von Erdwällen umgebenes 102 × 27 m großes Becken mit einer Höhe von etwa 3 m, anschließend östlich davon ein kleineres Becken gleicher Bauart. Wegen Undichtigkeiten der Wälle war jedoch nur eine Füllhöhe von 1,80 m möglich. Im Jahr 1692 wurden die Behälter nach Plänen von Johann Friedrich de Münter mit Sandstein ausgekleidet und der kleinere zusätzlich auf 4,40 m erhöht.
Die beiden offenen, aus gemauerten Quadern errichteten und in das Erdreich eingelassenen Becken konnten ein Volumen von 15.000 m³ Wasser fassen nach anderer Quelle 24.000 m³, um damit die Fontänen zu speisen.
Versorgt wurden die Wasserbecken durch Rohrleitungen aus Holz und Blei, die anfangs vom Dieckborn am landesherrlichen Küchengarten in Linden, ab 1687 auch von den dazu angelegten Badebornteichen am 8 km entfernten Benther Berg hergeführt wurden. Zwischen 1706 und 1731 speiste die von dem Ingenieurhauptmann Etienne Maillet de Fourton am Clevertor privat konstruierte Wasserkunst außer dem Parnaßbrunnens die Gärten des Adels entlang der Herrenhäuser Allee bis hin zu den beiden Hochbehältern in Herrenhausen.
Erst in der Nachkriegszeit wurden die Hochbehälter unter Anleitung von Edwin Hartleb und Alexander Stille vom städtischen Bauamt in den Jahren 1959 und 1960 abgebrochen und zugleich der seinerzeit noch von Büschen bestandene und zu einem viereckigen Wall gestutzte Hügel abgetragen.